# Polygrammodes tessallalis
Polygrammodes tessallalis là một loài bướm đêm trong họ Crambidae.